# Jocelyne Guidez
Pour les articles homonymes, voir Guidez.
Jocelyne Guidez, née le 26 septembre 1956 à Toulouse, est une femme politique française. Elle est actuellement sénatrice de l'Essonne.

## Biographie
Artiste de profession, Jocelyne Guidez a conçu beaucoup de spectacles son et lumière au théâtre.
Elle commence sa carrière politique en se présentant à la mairie de Saint-Chéron. De 2001 à 2008, elle est adjointe au maire. Elle est élue maire au terme des municipales de 2008 et est réélue en 2014,,.
Elle est élue en 2008[réf. nécessaire] 1re vice-présidente de la communauté de communes Le Dourdannais en Hurepoix puis, en 2014, présidente.
Elle figure en 2e position sur la liste DVD lors des sénatoriales de 2011, mais elle n'est pas élue.
En 2015, elle reçoit la Marianne de la Parité. Cette remise de trophées récompense au niveau des départements les communes et intercommunalités qui ont le mieux mise en œuvre la parité dans leurs assemblées. 
Le 24 septembre 2017, elle est élue sénatrice de l'Essonne,,.
Conformément à la législation limitant le cumul des mandats en France, elle démissionne de ses fonctions exécutives locales (maire et présidente de la communauté de communes) en octobre/novembre 2017 pour se consacrer uniquement à sa fonction de sénatrice.